# Le Compositeur toqué
Pour plus de détails, voir Fiche technique et Distribution.
Le Compositeur toqué est un film de Georges Méliès sorti en 1905 au début du cinéma muet.

## Synopsis
M. Tape Dur essaye de composer un morceau au piano. Il n’y arrive pas et s’endort. La Muse de la musique apparaît alors et l’emmène dans le paradis de la musique. À son réveil, M. Tape Dur est tellement déprimé qu’il se suicide en fonçant contre son piano. (Tiré du scénario Méliès)

## Fiche technique
- Titre : Le Compositeur toqué
- Réalisation : Georges Méliès
- Durée : 4 minutes 30 secondes
- Date de sortie : France : 1905